# Stellan Nilsson
Stellan Nilsson (Lund, 28 maggio 1922 – Malmö, 27 maggio 2003) è stato un calciatore svedese, di ruolo centrocampista, già Nazionale svedese.

## Carriera

### Club
Inizia la carriera nel 1942 nel Malmö FF dove rimane sino al 1950, quando divorzia dalla società per andare in Italia tra le file del Genoa. A Genova resta due anni, e lì segna il gol numero 1000 nella storia del Genoa, poi va in Francia, dove gioca per l'Angers e per l'Olympique Marsiglia. Si ritira dal calcio nel 1955.

### Nazionale
In Nazionale gioca 17 partite segnando 4 goal. Ha partecipato nel 1948 alle Olimpiadi di Londra, vincendo la medaglia d'oro. Ha partecipato anche ai Mondiali del 1950.

## Palmarès

### Club
- Campionato svedese: 3

Malmö FF: 1943-1944, 1948-949, 1949-1950
- Coppa di Svezia: 3

Malmö FF: 1944, 1946, 1947

### Nazionale
- Oro olimpico: 1

Londra 1948